# Лежнин, Александр Матвеевич
Алекса́ндр Матве́евич Лежнин (7 апреля 1926, Удельное, Краснококшайский кантон, Марийская автономная область, РСФСР, СССР — 27 мая 2004, Йошкар-Ола, Марий Эл, Россия) — советский педагог. Директор Сернурской средней школы Марийской АССР (1954—1962), директор средней школы № 11 г. Йошкар-Олы (1962―1967). Заслуженный учитель школы РСФСР (1960). Участник Великой Отечественной войны.

## Биография
Родился 7 апреля 1926 года в деревне Удельное ныне Советского района Марий Эл в семье крестьян-середняков. Его отец погиб на фронте в 1942 году. Учился в Шогальской средней школе родного района.
В 1943 году призван в РККА. Участник Великой Отечественной войны: стрелок 21 учебного стрелкового полка 25 учебной стрелковой дивизии, затем служил в запасных стрелковых частях. В 1944 году тяжело ранен, инвалид, демобилизован из армии в июне 1944 года в звании сержанта. Награждён орденами Славы III степени, Отечественной войны и медалями. 
В 1950 году окончил Марийский педагогический институт имени Н. К. Крупской.
В 1950—1954 годах — учитель физики и математики Мари-Турекской средней школы Марийской АССР.
В 1954—1962 годах — директор Сернурской средней школы МАССР.
В 1962—1967 годах — директор школы № 11 г. Йошкар-Олы.
В 1967—1985 годах — преподаватель Марийского радиомеханического техникума.
За заслуги в области народного образования в 1960 году ему было присвоено почётное звание «Заслуженный учитель школы РСФСР». Награждён медалями.
Скончался 27 мая 2004 года в Йошкар-Оле.

## Звания и награды

### Трудовые
- Заслуженный учитель школы РСФСР (1960)[1][2][5]
- Заслуженный учитель школы Марийской АССР[5]
- Медаль «За доблестный труд. В ознаменование 100-летия со дня рождения Владимира Ильича Ленина» (1970)[5]

### Боевые
- Орден Славы III степени (17.02.1972)[3]
- Орден Отечественной войны II степени (1985)[3]